# Anita Blaze
Anita Blaze, född 29 oktober 1991, är en fransk fäktare som tävlar i florett.

## Karriär
Vid olympiska sommarspelen 2012 i London var Blaze en del av Frankrikes lag som slutade på fjärde plats i lagtävlingen i florett. Vid olympiska sommarspelen 2020 i Tokyo, som arrangerades 2021, var hon en del av Frankrikes lag som tog silver i lagtävlingen i florett. I den individuella tävlingen i florett blev Blaze utslagen i sextondelsfinalen av kanadensiska Jessica Guo.
Vid olympiska sommarspelen 2024 i Paris tävlade Blaze i sitt tredje olympiska spel och var en del av Frankrikes lag som slutade på femte plats i lagtävlingen i florett. Vid EM 2025 i Genua tog hon silver i lagtävlingen i florett tillsammans med Eva Lacheray, Pauline Ranvier och Morgane Patru.